# Henryk Skarżyński

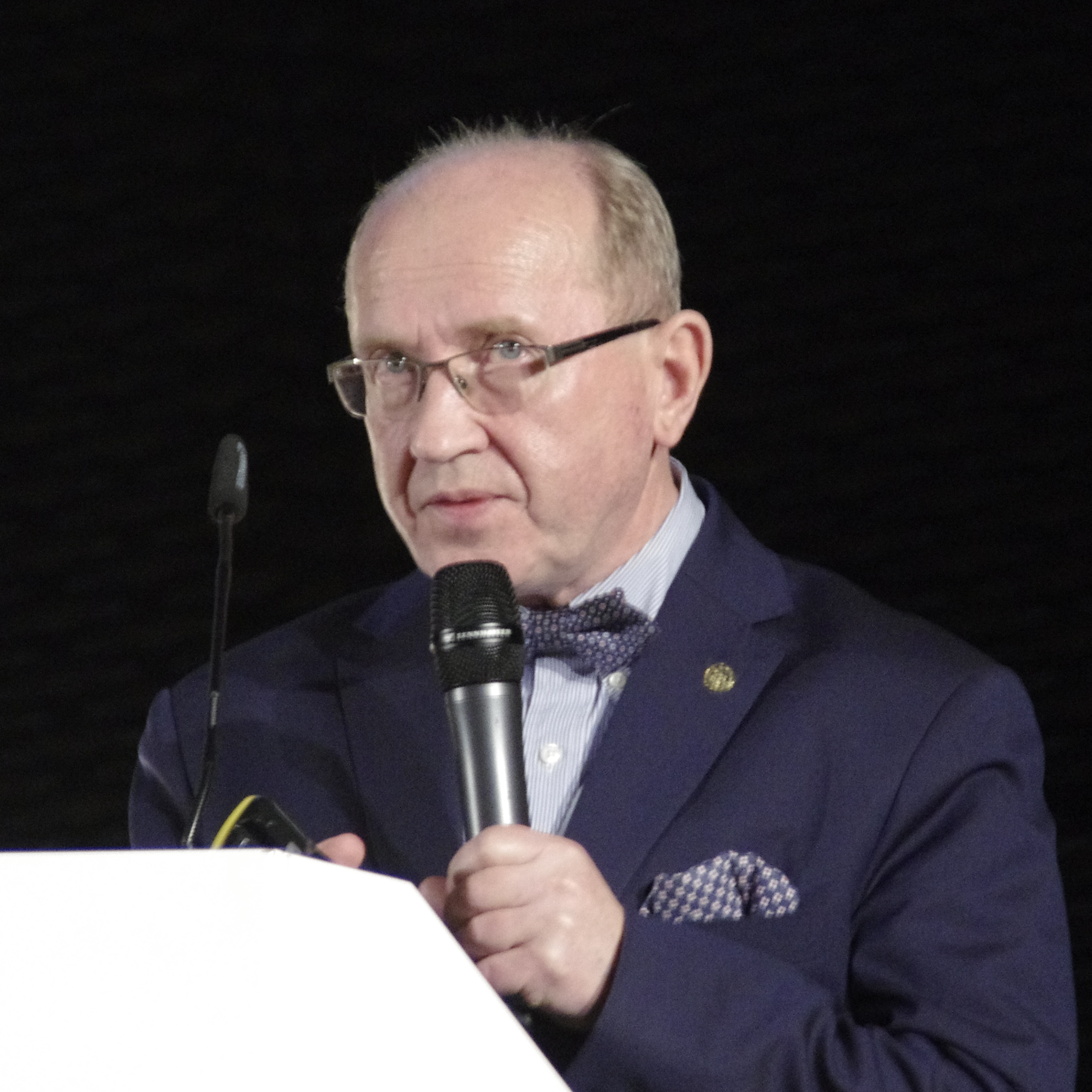
Henryk Skarżyński (2019)

Henryk Skarżyński (* 3. Januar 1954 in Rosochate Kościelne) ist ein polnischer Arzt, HNO-Arzt, Audiologe und Phoniater. Er ist auch ein Gründer und Direktor des Instituts für Physiologie und Pathologie des Gehörs und des Weltzentrum für Gehör in Kajetany. Ab 2011 Landesberater zu Hals-Nasen-Ohrenheilkunde.

## Biografie
Als der Erste in Polen hat er 1992 die Operation der Einpflanzung des Cochleaimplantats durchgeführt zur Wiederherstellung des Hörvermögens einer tauben Person, was das reguläre Programm der Heilung von Taubheit ins Leben gerufen hat.
Als der Erste auf der Welt hat der am 12. Juli 2012 mit der von ihm aufgestellten Methode PDCI (aus dem Englischen „partial deafness cochlear implantation“) die Operation der Einpflanzung des Cochleaimplantats bei Teiltaubheit (PDT, aus dem Englischen „partial daefness treatment“) an einem Erwachsenen und dann im Jahre 2004 zum ersten Mal an einem Kind durchgeführt und hat dabei diesen Kranken ermöglicht, ihre Lebensqualität erheblich zu verbessern.
Er ist zudem Autor und Mitautor von über 1000 wissenschaftlichen Arbeiten (dabei ca. 100 aus ISI Master Journal List und ca. 150, die durch Medline indexiert sind) und ca. 2000 wissenschaftlichen Reden, Betreuer von 20 Doktorarbeiten und Habilitationsschriften und Mitglied der wissenschaftlichen Weltvereine in diesem Bereich der Medizin, das Hals-Nasen-Ohrenheilkunde, Audiologie, Phoniatrie und Rehabilitation betrifft.

## Publikationen
- Henryk Skarżyński: New metod of partial deafness treatment. In: Medical Science Monitor. 2003.
- Henryk Skarżyński: Zachowanie słuchu dla niskich częstotliowści u pacjentów z częściową głuchotą po wszczepieniu implantu ślimakowego. (Preservation of low frequency hearing in partial daefness cochlear implantation (PDCI) using the round window surgical approach) In: Acta Otolaryngolica. 2004.
- The world's first application of a new method of treatment of partial deafness in children was described by prof. Skarżyński et al in two world scientific journals:
  - Henryk Skarzyński, Artur Lorens, Anna Piotrowska, Ilona Anderson: Partial deafness cochlear implantation in children. In: International journal of pediatric otorhinolaryngology. 71(9), 2007, S. 1407–1413.
  - H. Skarzynski, A. Lorens: Cochlear Implants and Hearing Preservation. Electric Acoustic Stimulation in Children. In: P. Van de Heyning, A. Kleine Punte (Hrsg.): Cochlear Implants and Hearing Preservation. In: Adv Otorhinolaryngol. vol. 67, Karger, Basel 2010, S. 135–143. doi:10.1159/000262605
  - A. Shulman: Tinnitus: Pathophysiology and Treatment Volume 166 (Progress in Brain Research). In: Int Tinnitus J. 15(1), 2009, S. 108–110.